# Liogluta wickhami
Liogluta wickhami är en skalbaggsart som först beskrevs av Thomas Casey 1893.  Liogluta wickhami ingår i släktet Liogluta och familjen kortvingar. Inga underarter finns listade i Catalogue of Life.